# Summer Moved On
Summer Moved On  (с англ. — «Лето прошло»; хотя «move on» в ином контексте может быть переведено и как «идти дальше», «продолжаться») — сингл норвежской группы A-ha, вышедший весной 2000 года. Первый совместный сингл музыкантов за более чем 6 лет.

## История
Впервые песня была исполнена на концерте в честь вручения Нобелевских премий, в декабре 1998 года. В тот момент музыканты сомневались, стоит ли им воссоединяться, однако огромный успех выступления (при том, что ими было спето всего две песни) побудил их к тому, чтобы собраться в студии для записи нового альбома. 
Весной 2000 года альбом был представлен публике. В большинстве стран Европы он вышел 27 марта, в Великобритании 22 мая. 3 июня сингл «Summer Moved On» (с песней «Barely Hanging On» на стороне «Б») занял 33 место в UK Singles Chart.  
На обложке сингла участники группы стоят на фоне тёмно-серой стены. Лучше всех на изображении различим солист Мортен Харкет.

## Видеоклип
Клип к песне снят в испанском Кадисе холодным апрельским днём в 2000 году. Режиссёром стал Адам Берг.

## Интересные факты
Мортен Харкет в песне «Summer Moved On» держит одну ноту в течение 20,2 секунды, что является рекордом среди исполнителей современных популярных песен.